# Lee Falkon
Lee Sima Falkon (7 de mayo de 1992) es una futbolista israelí que juega como delantera en el MSV Duisburgo.
Entre 2011 y 2013 jugó en el ASA Tel Aviv. En la 13-14 jugó en el SC Sand de la 2.ª división alemana, y en la 14-15 en el Brøndby IF danés, con el que ganó liga y copa. En la 15-16 regresó a la 2.ª alemana, en el MSV Duisburgo.
Ha jugado la Champions League con el ASA y el Brøndby. También juega en la selección israelí.